# Ematurgina distincta
Ematurgina distincta är en fjärilsart som beskrevs av Hayward 1950. Ematurgina distincta ingår i släktet Ematurgina och familjen Riodinidae. Inga underarter finns listade i Catalogue of Life.